# Spökgölen, Östergötland
Spökgölen är en sjö i Ydre kommun i Östergötland och ingår i Motala ströms huvudavrinningsområde.